# Декората (Беневенто)
Декората је насеље у Италији у округу Беневенто, региону Кампанија.
Према процени из 2011. у насељу је живело 87 становника. Насеље се налази на надморској висини од 787 м.